# Discriminare rasială
Expresia „discriminare rasială” semnifică, așa cum este precizat în articolul 1 al Convenției internaționale privind eliminarea tuturor formelor de discriminare rasială, orice deosebire, excludere, restricție sau preferință întemeiată pe rasă, culoare, ascendență sau origine națională sau etnică, care are ca scop sau efect de a distruge sau compromite recunoașterea, folosința sau exercitarea, în condiții de egalitate, a drepturilor omului și a libertăților fundamentale în domeniile politic, economic, social și cultural sau în oricare alt domeniu al vieții publice.

## La nivel mondial
recunosc competența articolului 14
     nu acceptă articolul 14
     semnată dar nu ratificată
     nici semnată, nici ratificată

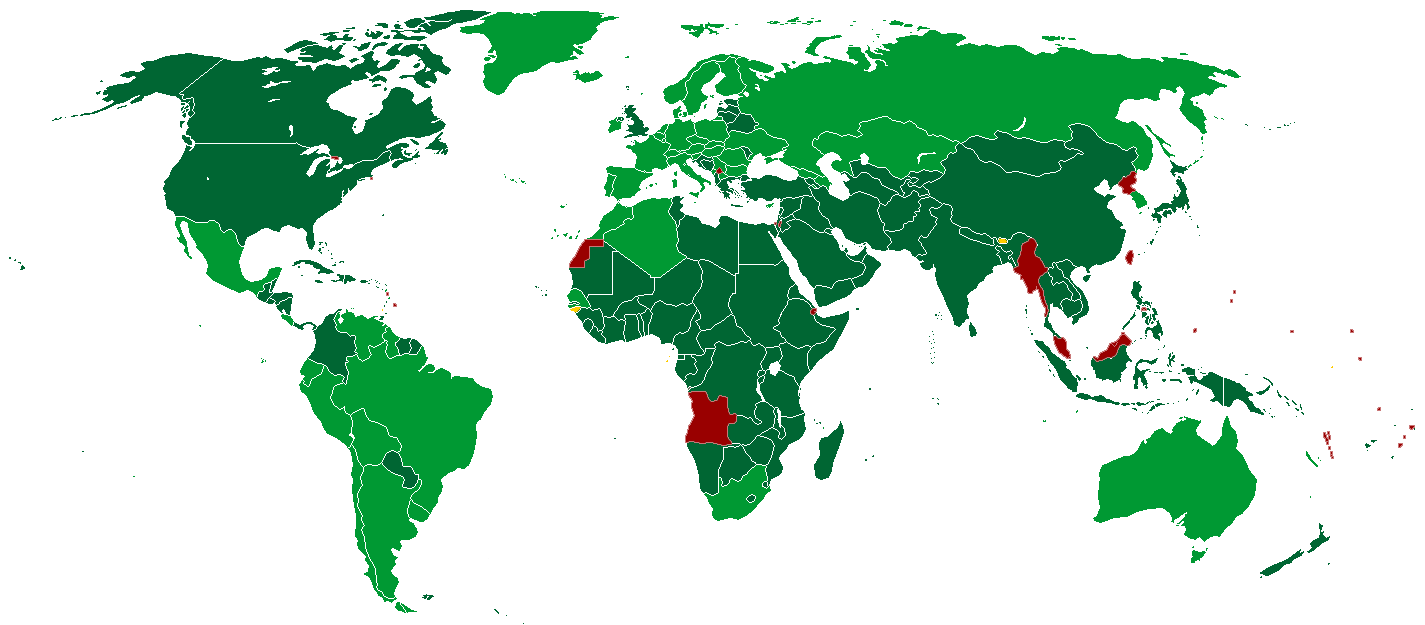
Membrii Convenției internaționale privind eliminarea tuturor formelor de discriminare rasială:
recunosc competența articolului 14
nu acceptă articolul 14
semnată dar nu ratificată
nici semnată, nici ratificată

Organizația Națiunilor Unite a fost preocupată de problema discriminării rasiale încă de la înființare, iar interzicerea discriminării pe bază de rasă, culoare sau etnicitate este consacrată în principalele instrumente juridice internaționale care garantează drepturile omului.
Convenția asupra eliminării tuturor formelor de discriminare rasială a fost adoptată de Adunarea Generală a Națiunilor Unite la 21 decembrie 1965. Până în 2013, Convenția a fost semnată și/sau ratificată de 179 de state. Statele părți la această Convenție condamnă discriminarea rasială și se angajează să urmeze o politică menită să elimine orice formă de discriminare rasială și să favorizeze înțelegerea între toate rasele. În 2001, Conferința mondială a ONU împotriva rasismului a produs cel mai radical și cuprinzător program pentru combaterea rasismului, a discriminării rasiale, a xenofobiei și a intoleranței asociate acestora: Declarația de la Durban și programul de acțiune al Conferinței.
Din 1966, prin Rezoluția 2142, în 21 martie este sărbătorită Ziua internațională pentru eliminarea discriminării rasiale. Ziua a fost aleasă în memoria celor 69 de persoane ucise de poliție în anul 1960, în Sharpeville, Africa de Sud, în timpul unei demonstrații pașnice împotriva legilor care justificau apartheidul.

### Africa

#### Liberia
Constituția Liberiei prevede că persoanele care nu sunt de culoare sunt neeligibile pentru cetățenie și, prin extensie, nu pot dobândi drept de proprietate asupra terenurilor.

### Asia

#### India
Potrivit studiului World Values Survey, realizat de The World Values Survey Association în 81 de țări, India este a doua cea mai rasistă țară, în care 43,5% dintre respondenți nu ar accepta să aibă un vecin de altă rasă. Comunitățile de africani, în special nigerieni, sunt cele mai afectate de rasismul din India. Stereotipurile rasiale sunt comune. În timp ce bărbații africani sunt stereotipizați ca „proști”, „periculoși” și „predispuși la violență”, femeile sunt stereotipizate ca „lucrătoare sexuale”. De-a lungul ultimului deceniu au existat mai multe cazuri de atacuri motivate de rasism.

### Uniunea Europeană
Problema discriminării pe bază de rasă sau origine etnică a atras atenție sporită din partea instituțiilor blocului comunitar în anii 1990. Astfel, au fost adoptate mai multe măsuri care recunosc necesitatea de combatere a rasismului și xenofobiei. În 1997 a fost înființat Centrul European de Monitorizare a Rasismului și Xenofobiei (EUMC), pentru ca trei ani mai târziu să fie adoptată directiva privind egalitatea rasială (2000/43/CE). Înainte de adoptarea directivei, numai câteva state membre dispuneau deja de legi și mecanisme detaliate de interzicere a discriminării rasiale. De asemenea, articolul 21 inclus în capitolul „Egalitate” din Carta drepturilor fundamentale a Uniunii Europene interzice discriminarea pe motive precum rasa sau originea etnică.